# Vila Ruiva (Cuba)
Pour les articles homonymes, voir Vila Ruiva.
Vila Ruiva est une paroisse civile portugaise (en portugais : freguesia) de la municipalité de Cuba dans le district de Beja.

## Géographie
Vila Ruiva est située dans le Bas Alentejo, au nord de Cuba et à l'est d'Alvito. Son territoire est composé de deux parties non-contigües : une partie sud où se trouve le village de Vila Ruiva et une partie nord correspondant au village d'Albergaria dos Fusos.

## Démographie
Lors du recensement de 2021, Vila Ruiva compte 380 habitants. C'est alors la paroisse la moins peuplée de la municipalité de Cuba.